# غافين شورت
غافين شورت (بالإنجليزية: Gavin Short)‏ هو سياسي بريطاني، ولد في 1962 في جزر فوكلاند في المملكة المتحدة. انتخب عضو الجمعية التشريعية لجزر الفكلند ‏.